# Zofia Sadecka
Zofia Barbara Sadecka (ur. 5 grudnia 1954 w Bojadłach, zm. 27 czerwca 2017 w Zielonej Górze) – polska prof. dr hab. inż. nauk technicznych, od 1980 związana z Uniwersytetem Zielonogórskim.

## Życiorys
Córka Stanisława i Stefanii. W 1974 ukończyła Technikum Gospodarki Wodnej w Sulechowie. W 1979 ukończyła Politechnikę Wrocławską. Doktoryzowała się tamże w 1989, pisząc pracę pod kierunkiem Magdaleny Graczyk. Habilitowała się w 2002 na Politechnice Gdańskiej na podstawie pracy Toksyczność i biodegradacja insektycydów w procesie fermentacji metanowej osadów ściekowych. W 2014 uzyskała tytuł naukowy profesora nauk technicznych.
Autorka ponad 140 publikacji naukowych i czterech monografii. Jest autorką 45 wdrożeń oraz 3 patentów. Specjalizowała się w ochronie środowiska. Badała m.in. oczyszczanie ścieków na terenach wiejskich, problemy gospodarki wodno-ściekowej w gminach. Jej ekspertyzy wykorzystywały lubuskie samorządy planując inwestycje wodne i kanalizacyjne. Za osiągnięcia w nauce i badaniach prof. Zofia Sadecka otrzymała 10 nagród rektora, Srebrny Medal za Długoletnia Służbę i Medal Komisji Edukacji Narodowej. Członkini Komitetu Inżynierii Środowiska PAN.
Wypromowała cztery doktorki.